# 刘歆陨击坑

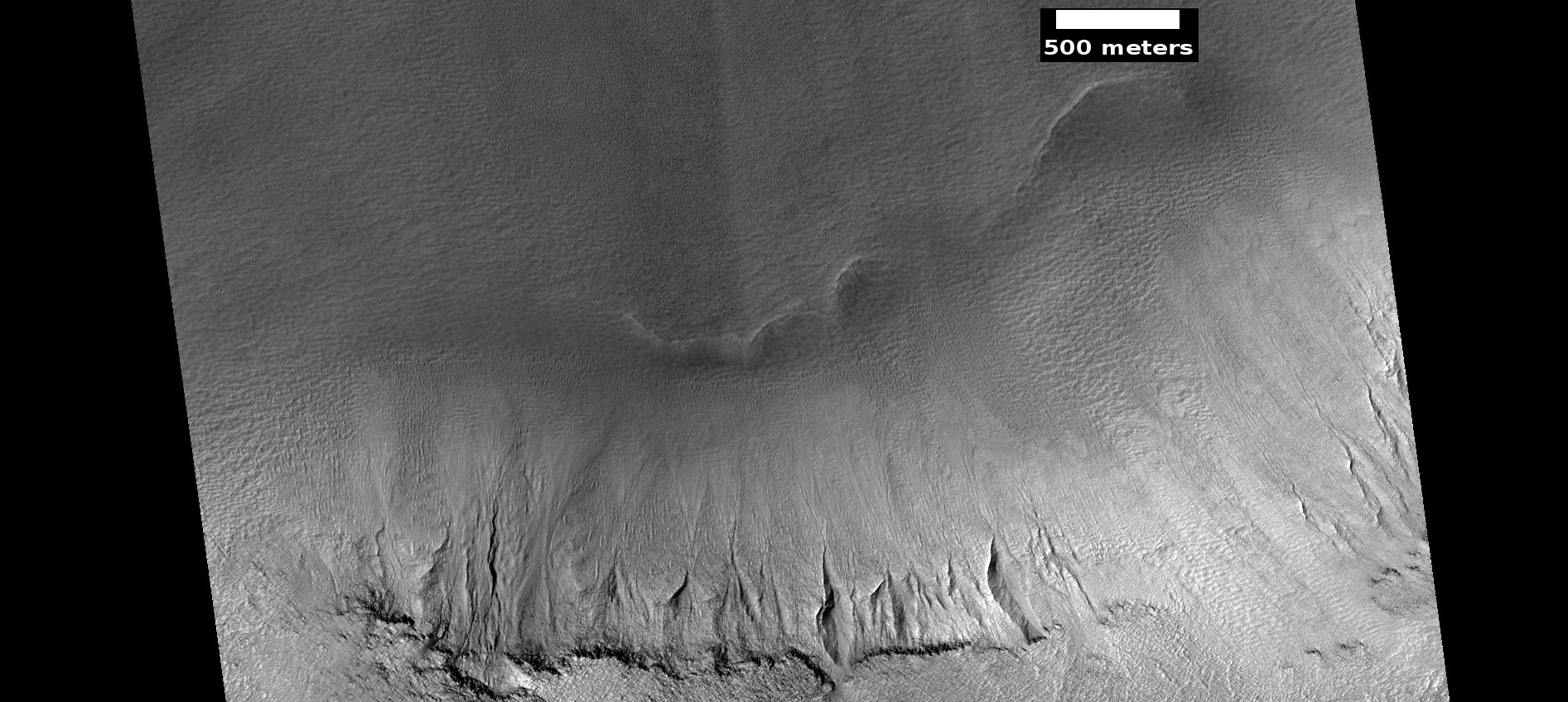
HiWish计划下高分辨率成像科学设备显示刘歆撞击坑中的冲沟，坑底的曲线可能是古冰川遗迹。

刘歆陨击坑（Liu Hsin）是火星上的一座撞击坑，位于法厄同区南纬53.6度、西经171.6度处，直径约137公里，其名称取自中国西汉（公元前206年至公元9年）及新朝（公元9年至公元23年）天文学家、史学家和经学家刘歆，1973年，被国际天文联合会行星系统命名工作组（WGPSN）正式接受。

## 沙丘
刘歆陨击坑中显示分布着一些新月形沙丘，当存在稳定的风向和足量的沙子时，就会出现形成新月形沙丘的良好条件。新月形沙丘的迎风面坡度较缓，而背风坡则更陡，在那里常形成弯角和凹口。

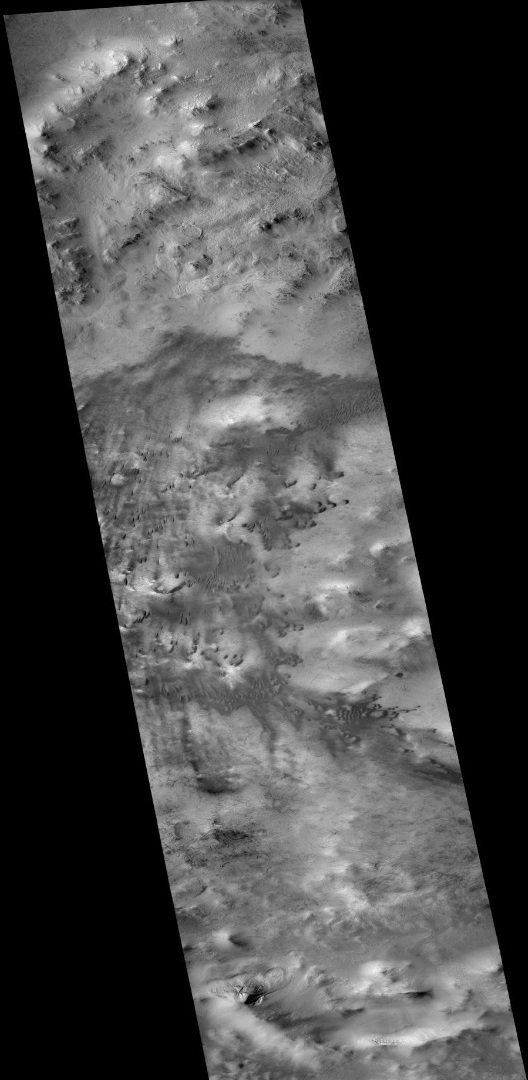
火星勘测轨道飞行器背景相机拍摄的刘歆陨击坑。
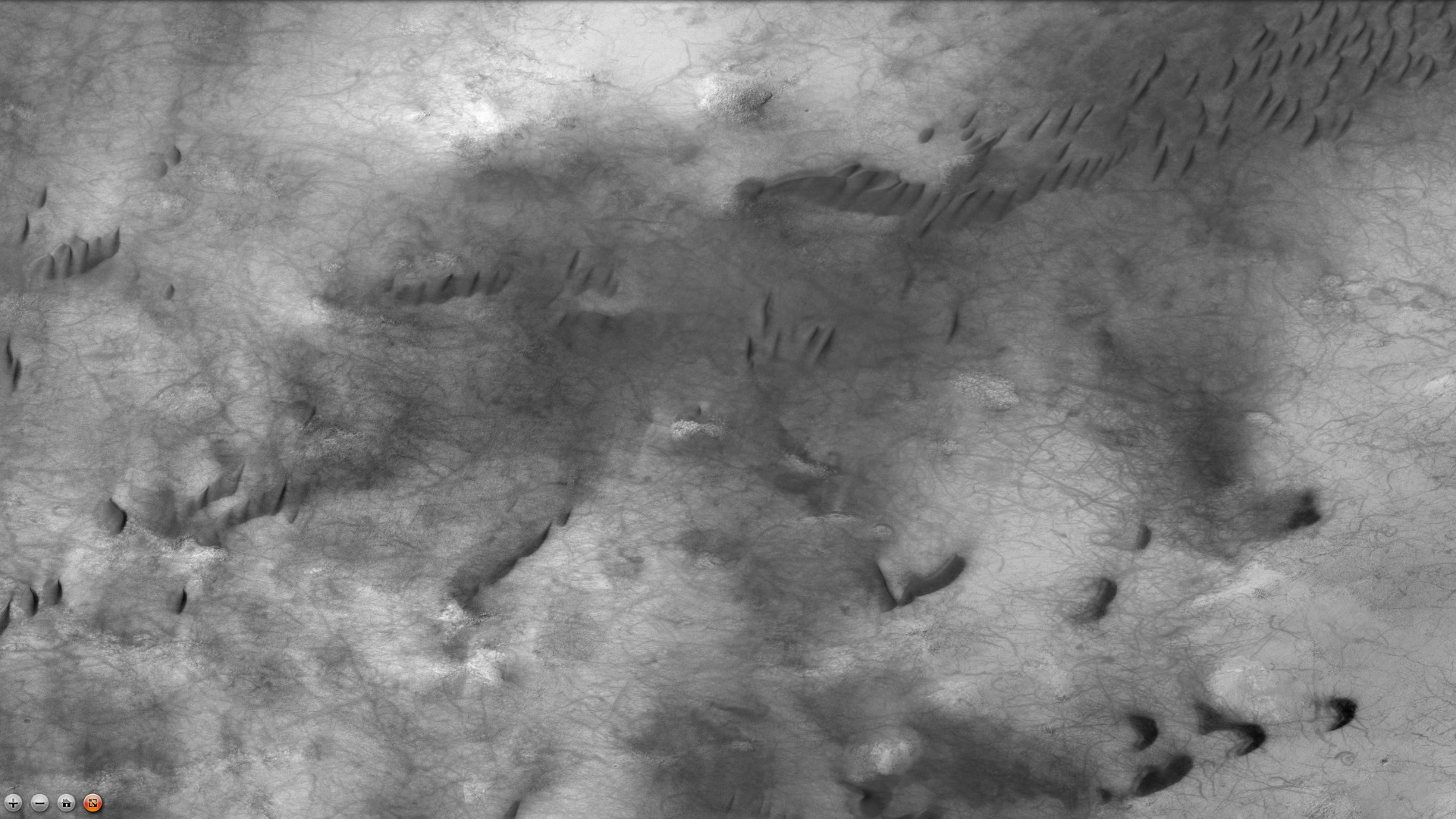
火星勘测轨道飞行器背景相机拍摄的刘歆陨击坑中的沙丘，暗线纹是尘暴痕迹。注：这是前一幅刘歆陨击坑图像的放大版。
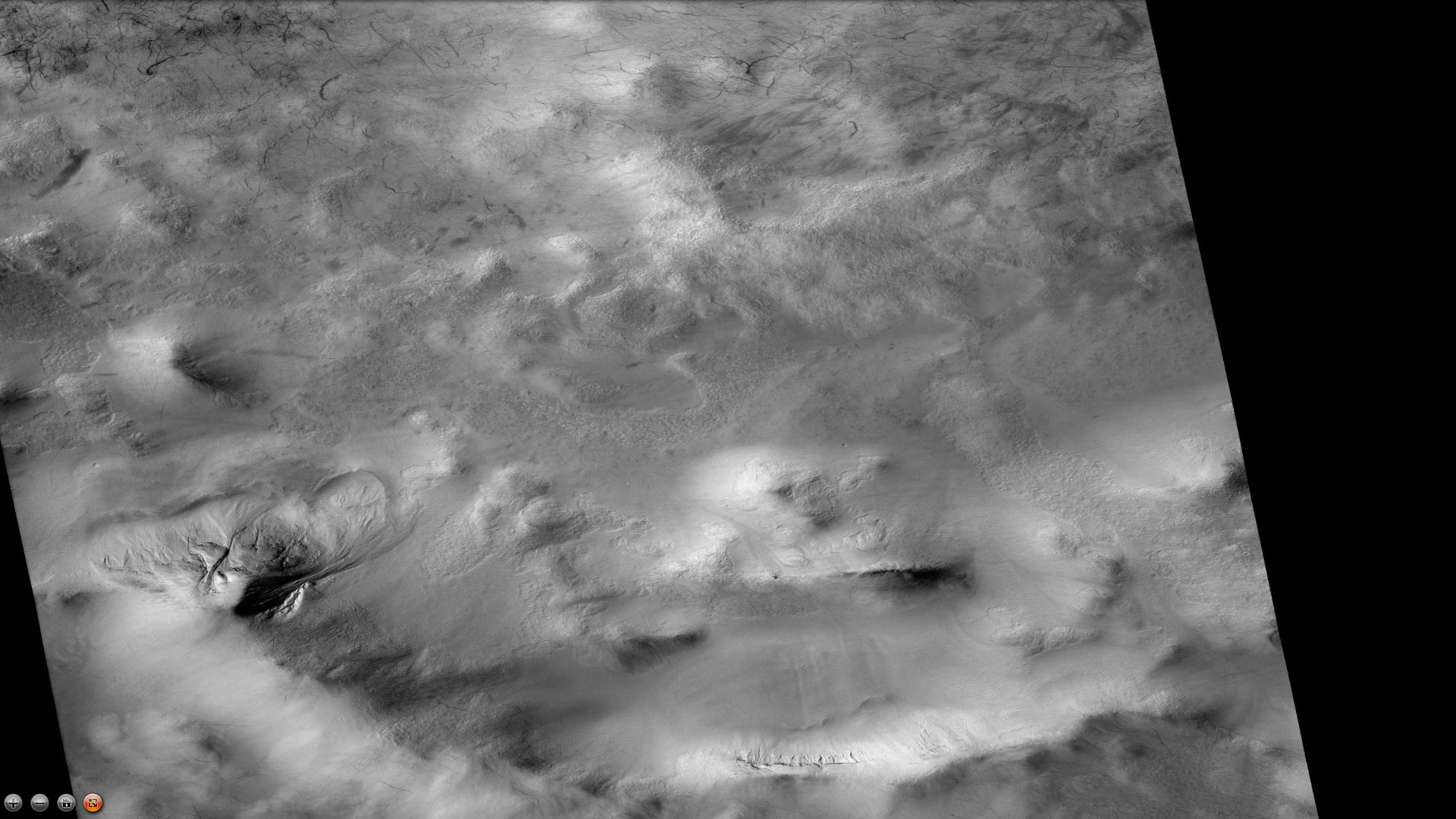
火星勘测轨道器背景相机拍摄的刘歆陨击坑中的尘暴痕迹，照片底部附近的陨坑壁上也可以看到冲沟。注：这是前一幅图像的放大版。

## 另请查看
- 火星撞击坑